# Székelykáposzta

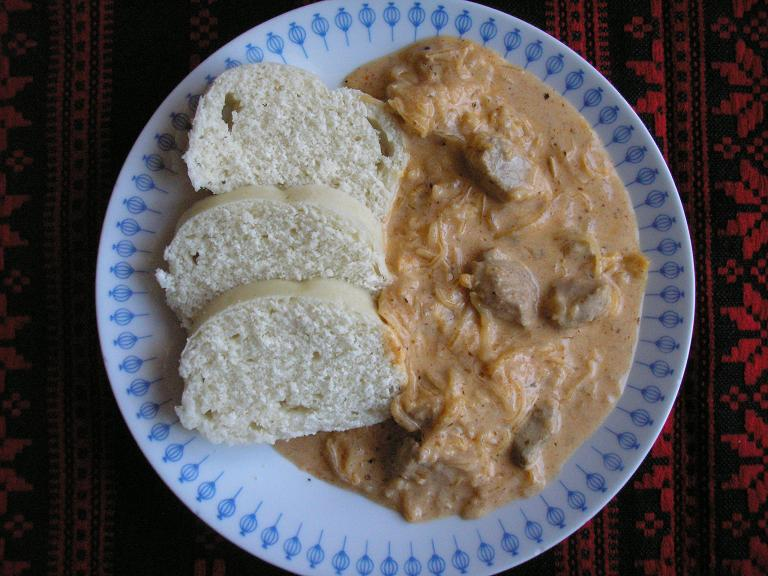
Székelykáposzta

A székelykáposzta vagy székelygulyás (csehül és szlovákul segedínský guláš, németül Szegediner Gulasch, lengyelül gulasz segedyński),  a magyar és a közép-európai konyha egyik sajátos étele. Nevével ellentétben nem székely eredetű, a hagyományos erdélyi konyha nem ismeri.

## Története
Az étel receptje a legenda szerint Székely József vármegyei főlevéltáros (1825–1895) nevéhez fűződik, aki Petőfi Sándor kortársa és barátja volt. 1846-ban mindketten a pesti Gránátos utcai Komló-kertben ebédeltek, de mire beértek, már kifogyóban voltak az ételek. A kocsmáros Székely kívánságára a maradék savanyúkáposzta-főzeléket és sertéspörköltet összekeverve szolgálta fel. Petőfi állítólag legközelebb ugyanezt rendelte, és „Székely-káposzta” néven hivatkozott az ételre.
Dobos C. József 1881-es Magyar–franczia szakácskönyvében még nem szerepel ez a recept, de Zilahy Ágnes 1891-ben kiadott Valódi magyar szakácskönyvében már igen (a Főzelékek fejezetben).
A nemzetközi étlapokon időnként feltűnő szegedi gulyás név valószínűleg csak a Székely-gulyás név bécsi félrehallásának az eredménye. Az is elképzelhető, hogy a név arra utal, hogy az étel szegedi pirospaprikát tartalmaz, de az ilyen jellegű ételek nem Szegedről származnak, és nem is jellemzőek Szegedre. Magyarországon a szegedi gulyás név egy másik ételfajtára utal, amit zöldségekkel és csipetkével készítenek.

## Tálalás
Friss fehér kenyérrel tálalják, könnyű fűszeres vörösbor (például kadarka) társaságában, hideg tejföllel és csípőspaprika-krémmel.

## Utókezelés
Általában nagyobb mennyiséget készítenek belőle, hasonlóan a töltött káposztához. Melegítéskor mindig a teljes mennyiséget kell felforralni, egy kis víz hozzáadásával. Többszöri melegítésre sem veszít élvezeti értékéből; a legendák szerint minél többször van melegítve, annál jobb ízű lesz.